# Qabous ibn Saïd
Pour les articles homonymes, voir Saïd.
Qabus ibn Saïd (arabe : قابوس بن سعيد), né le 18 novembre 1940 à Salalah (Dhofar) et mort le 10 janvier 2020 à Sib (gouvernorat de Mascate), est un homme d’État omanais. Il devient sultan d'Oman le 23 juillet 1970, succédant à son père, Saïd ibn Taimour, et le reste jusqu’à sa mort.

## Biographie

### Enfance
Descendant de la dynastie Al Saïd au pouvoir depuis 1744, fils du sultan Saïd ibn Taïmour et de sa seconde épouse Mazoon al-Mashani (en), Qabus ibn Saïd naît à Salalah, la grande ville du sud du pays, alors dénommé Mascate et Oman. Il vit une enfance solitaire et austère, se voyant l’interdiction d’aller à la plage, de participer à des jeux, ou de parler avec ses précepteurs de questions étrangères à ses études[réf. nécessaire].
À l’âge de seize ans, il est envoyé en Angleterre pendant cinq ans, d'abord à l’académie privée de Bury St Edmunds, dans le Suffolk, où il devient un excellent cavalier et un grand amateur de musique classique. Il étudie ensuite à l'Académie royale militaire de Sandhurst jusqu'en 1962, puis sert pendant un an dans l’armée britannique en Allemagne en tant qu’officier du régiment des Scottish Rifles.
Après un grand tour du monde, il est rappelé en 1965 par son père, qui le maintient en quasi-détention.

### Vie privée
S’étant rapidement marié à sa cousine en 1972, Qabus ben Saïd est sans descendance. Le quotidien France-Soir indique en 2011 : « Qabous ben Saïd ne fait rien comme ses homologues des pays du Golfe. Divorcé, sans enfants, presque ouvertement gay, il laisse à son peuple la liberté de culte et ne réprime que très peu l'adultère et l'homosexualité, bien que ceux-ci soient encore considérés officiellement comme des délits,. »

### Sultan d'Oman

#### Accession au trône

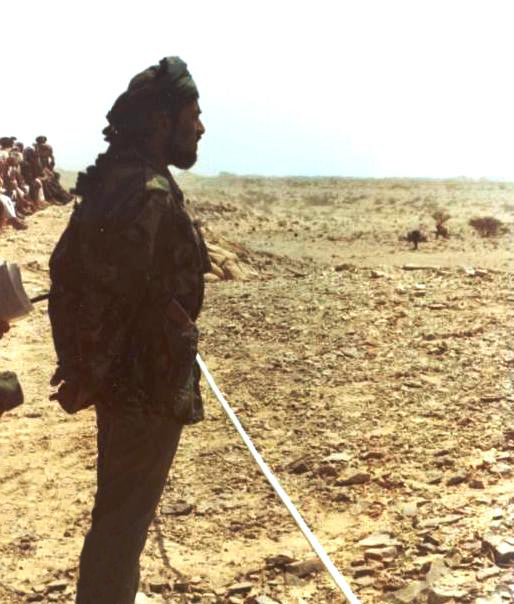
Le sultan Qabus en 1980.

Le 23 juillet 1970, Qabus ibn Saïd renverse son père, Saïd ibn Taïmour, lors d'une révolution de palais. Oman, alors le pays le plus pauvre de la péninsule arabique, vivant hors du temps, exploitant peu son pétrole, est en pleine guerre civile. Avec l'aide de l'Iran et des forces spéciales du Royaume-Uni, Qabus ibn Saïd réussit à écraser la rébellion marxiste du Dhofar.
Pendant les premières années de son règne, la réalité du pouvoir est entre les mains des Britanniques. La guerre est conduite par un conseil de défense dont tous les membres, à l’exception de Qabous, sont britanniques. Les officiers de l’armée omanaise et les fonctionnaires civils sont également pour la plupart britanniques.

#### Politique intérieure
Après sa prise de pouvoir commence l'exploitation intensive du pétrole.
Ses efforts se concentrent également sur la modernisation du pays : ports, routes, écoles ou université. Il concède le droit de vote et d'éligibilité aux femmes en 1995, plusieurs d'entre elles accédant notamment au rang de ministre à partir de 2004 puis d'ambassadrices. Il est à la tête d'un pays où, globalement, les femmes sont mieux considérées que dans les pays voisins, pouvant conduire ou travailler par exemple.
L'eau, l'électricité ou l'essence sont commercialisés à prix modique, les impôts inexistants ; les fonctionnaires sont pléthore et plusieurs métiers sont réservés aux locaux : toutes ces mesures préservant ainsi la longue accalmie sociale dans le pays, le Printemps arabe du début des années 2010 touchant peu le pays.
Préparant la constitution d'un État de droit en Oman, abandonnant progressivement l’absolutisme hérité de son père, il œuvre à une transition démocratique et égalitaire. Cependant, il impose l'image d'un État où il est impossible de ne pas soupçonner un régime despotique : longtemps, il cumule encore les fonctions — qu'il s'est adjugées — de chef de l'État, de Premier ministre, de ministre des Affaires étrangères, de ministre de la Défense, de chef d'état-major des armées et de directeur de la banque centrale. Dans la capitale, Mascate, le port, l'université, l'autoroute, les billets de banque portent son nom ou son image. Des affiches à son effigie sont présentes partout.
En 1996, le sultan promulgue un décret clarifiant les règles de succession, instituant un Premier ministre et un Conseil bicaméral doté de certains pouvoirs législatifs, et garantissant des libertés civiles de base pour les citoyens omanais. Il existe désormais un chef de la diplomatie omanaise, Youssef ben Alaoui. La chambre basse du Conseil est librement élue au suffrage universel direct pour la première fois en 2003, mais la chambre ne possède pas de réel pouvoir et ses membres ont interdiction de se réunir en partis politiques. Le Parlement n'a qu'un rôle consultatif.
En 2005, un complot orchestré par des islamistes visant à renverser son gouvernement est déjoué. Une trentaine de personnes seront condamnées à des peines allant de sept à vingt ans d’emprisonnement.

#### Diplomatie
Tout en s'associant avec des pays de la région (notamment l'Égypte), il mène une politique d'indépendance du sultanat. Sous son règne, Oman adhère à la Ligue arabe (29 septembre 1971), à l'ONU (7 octobre 1971) et à l'OMC (9 novembre 2000).
Acteur influent de la diplomatie mondiale en plein cœur d'une zone particulièrement tendue, maintenant son pays dans la neutralité, le sultan d'Oman sert à de maintes reprises d'intermédiaire entre différents États. L'ibadisme y est pour beaucoup, permettant une bonne cohabitation entre toutes les religions, y compris entre les sunnites et les chiites, traditionnellement en opposition. Ainsi, dès la fin des années 1970, Qabous ben Saïd sert de messager entre l'Iran de Khomeini et les États-Unis ainsi que l'Arabie saoudite. Dans les années qui suivent, il tente de rétablir quelques liens entre l'Iran et l'Irak. La décennie suivante jusqu'au début du millénaire, il établit des contacts avec Israël, cherchant à apaiser le conflit avec les Palestiniens.
Par la suite, il est partie prenante dans les relations établies entre l'Iran et l'Arabie saoudite, qu'il invite à Oman pour discuter, dans la libération d'otages au Yémen ou encore dans la réussite du Plan d’action global commun, en 2013 puis 2015, auquel il œuvre à partir de 2009, au départ discrètement. La guerre civile syrienne donne lieu également à son entregent. Son éducation en Angleterre facilite également ses relations avec les Occidentaux.

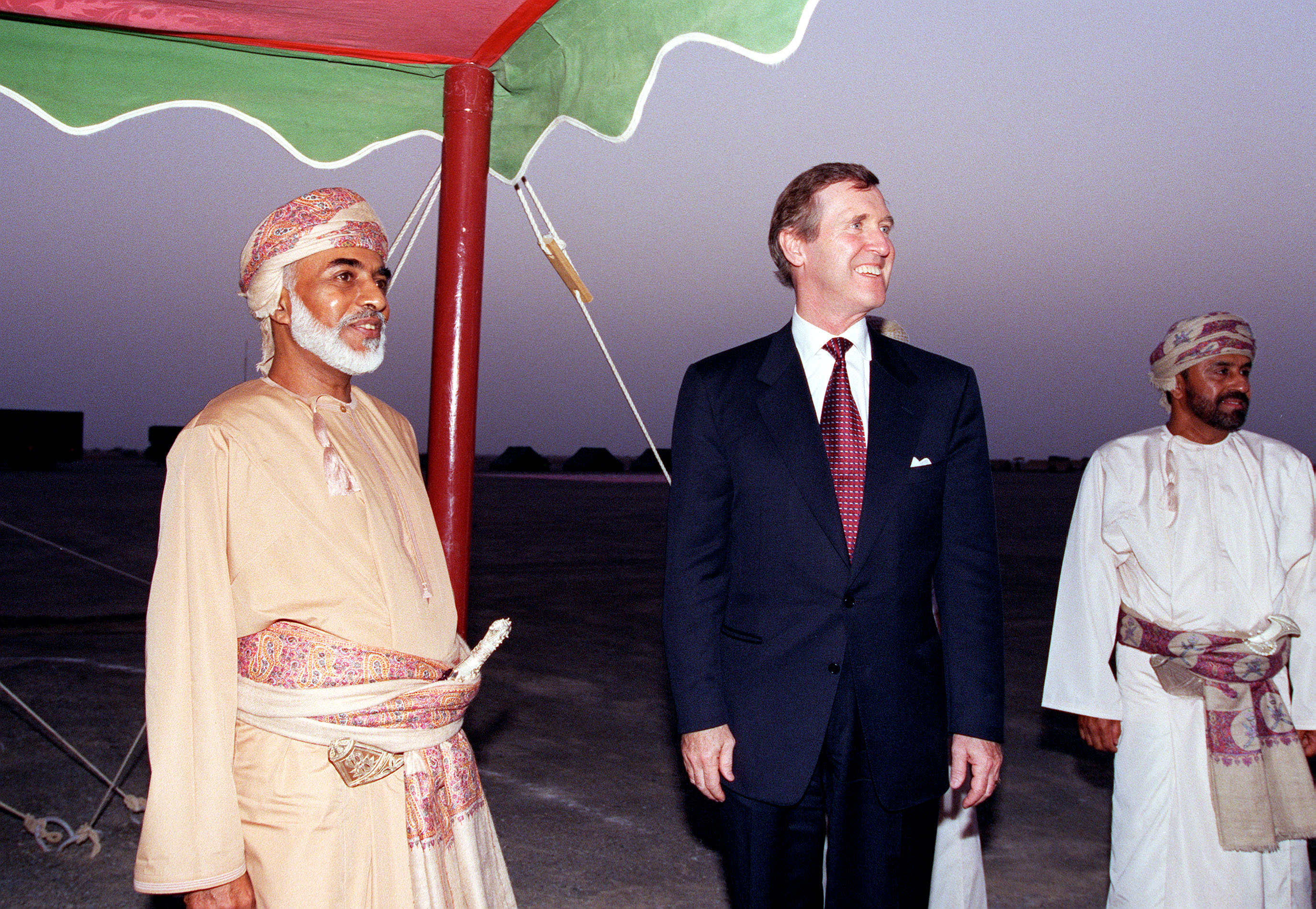
Avec le secrétaire à la Défense des États-Unis William Cohen (campement dans le désert près de Sohar, 1998).
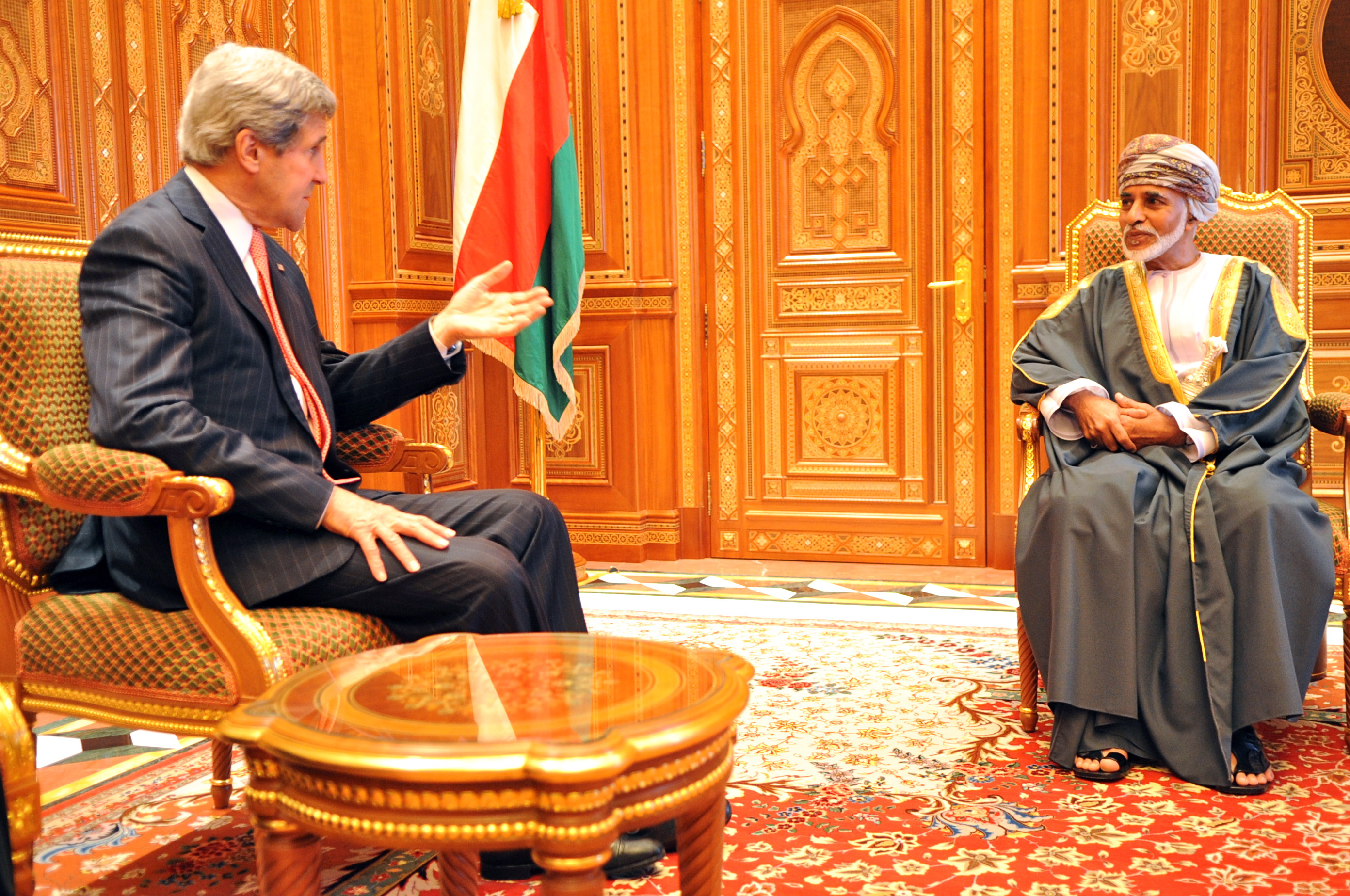
Entretien avec le secrétaire d'État des États-Unis John Kerry (Mascate, 2013).
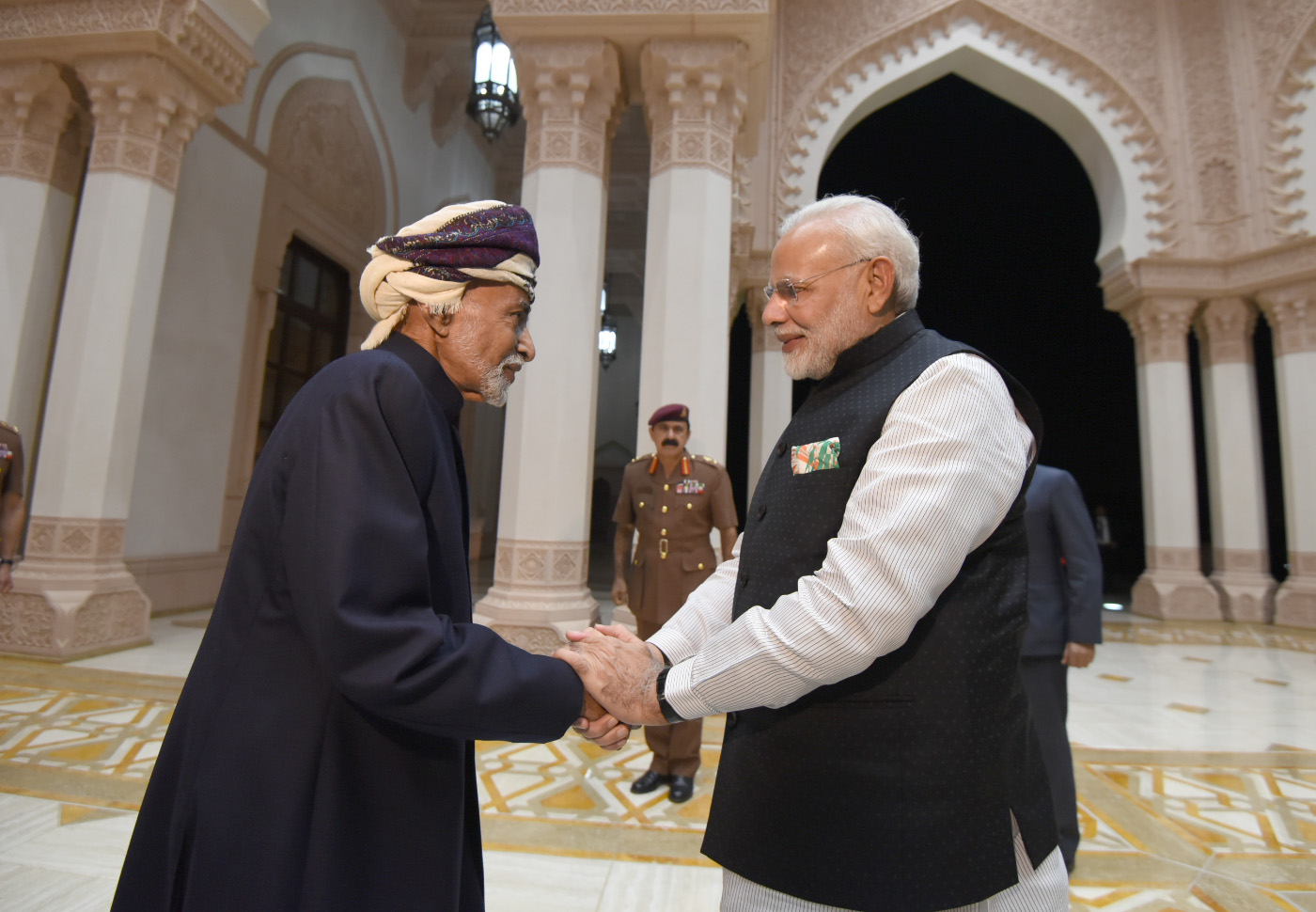
Salutations avec le Premier ministre de l’Inde Narendra Modi (Mascate, 2018).
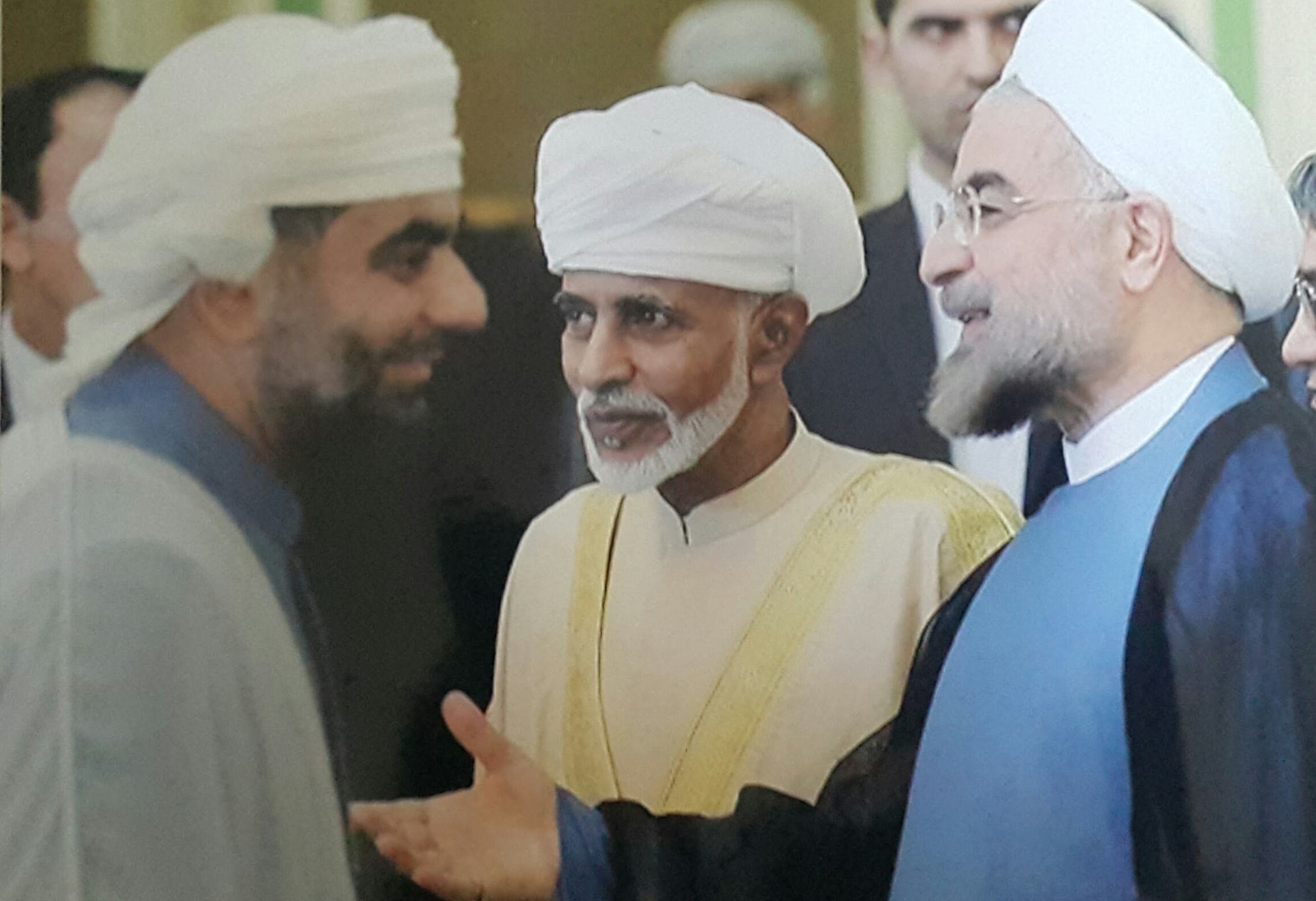
Le sultan et le ministre Salem Ben Nasser Al-Ismaïly rencontrant le président iranien Hassan Rohani (2018).

#### Maladie, mort et succession

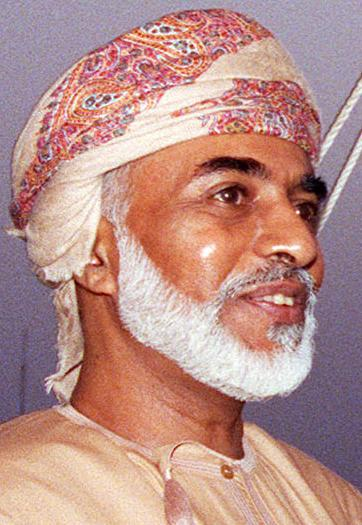
Le sultan Qabus ibn Saïd en 1998.

En principe, c'est le fils aîné du sultan qui lui succède à sa mort. Faute d'héritier mâle, le sultan régnant peut nommer un frère ou tout autre parent mâle parmi les descendants du sultan Saïd. Le sultan Qabus n'a pas d'enfant et a indiqué qu'à son décès, il incombera à la famille royale de se réunir et de convenir du nom d'un candidat. Cependant, si la famille royale ne parvient pas à s'accorder sur un candidat sous trois jours, c'est le Conseil de défense qui décidera, à partir des deux noms que le sultan Qabus a placés dans des enveloppes scellées avant sa mort.
En 2014, Qabous ibn Saïd est traité pour un cancer. Dans les mois qui suivent, il se fait absent. La question de la succession se pose.  
Le 7 décembre 2019, il se rend à Louvain, en Belgique, pour des soins prévus pour une durée de deux mois. Il interrompt ses soins au bout de cinq jours, le 13 décembre, et retourne dans son pays.
Le 10 janvier 2020, après plus de 49 ans de règne, Qabus ibn Saïd meurt, des suites d’un cancer du côlon, à l'âge de 79 ans. Le lendemain, le 11 janvier, Haïtham ben Tariq, ministre du Patrimoine et de la Culture et cousin du défunt, prête serment comme nouveau sultan. Celui-ci a été désigné — parmi plus de 80 autres membres de la famille royale — comme héritier par le défunt roi dans une lettre ouverte après sa mort.
Qabus ibn Saïd est inhumé ce même 11 janvier au cimetière royal de Ghala, à Mascate, aux côtés de ses prédécesseurs. Fait rare pour un chef d’État du Moyen-Orient, les messages de condoléances et de sympathie sont unanimes, des monarchies arabes à Israël et de l'Iran aux États-Unis,.

## Titulature
- 18 novembre 1940 – 23 juillet 1970 : Son Altesse le prince Qabus ibn Saïd
- 23 juillet 1970 – 2 décembre 1971 : Son Altesse le sultan
- 2 décembre 1971 – 10 janvier 2020 : Sa Majesté le sultan (depuis l'indépendance et la fin du protectorat britannique)

## Fortune et passions
Sa fortune était estimée à 700 millions de dollars en 2011, ce qui le classait alors 7e monarque le plus fortuné de la planète. Quelques années plus tard et peu avant sa mort, elle s'élevait à près d'un milliard de dollars.
Il est notamment propriétaire du yacht le Al-Saïd, qui est le plus lourd du monde avec 15 850 tonnes et aussi l'un des plus longs du monde. Il est propriétaire de deux châteaux dans le parc de Massoury, à Fontaine-le-Port, dans le département de Seine-et-Marne, en France. Il a racheté les bâtiments d'une ancienne ferme avoisinante pour y aménager une écurie, créant ainsi un haras pour ses purs-sangs. Il se rendait dans ce château en moyenne une fois tous les trois ans, accompagné de quelque 500 personnes. Il fait aménager un tunnel pour accéder plus rapidement à sa propriété. Il investit un total de 12 millions d'euros dans la rénovation de ses deux châteaux dans un style Belle Époque par l'architecte Gabor Mester de Parajd,.
Pourtant, l'origine précise de sa fortune reste un mystère, même si logiquement le gaz et le pétrole lui apportent ses plus gros revenus ; malgré tout, le journaliste Vincent Jauvert indique que « Qabous n'a pas dilapidé les richesses du pays ».
Grand amateur de musique classique, il est à l'origine de l'orchestre symphonique royal d'Oman, et fait ériger en 2011 l'opéra royal de Mascate, à Qurum. Également passionné d'architecture, particulièrement engagé dans la défense et la modernisation raisonnée du style traditionnel omanais, il fait construire la grande mosquée de Mascate, le musée de la porte de Mascate et entièrement refaire le palais royal de Mascate, dans un style à la fois omanais, moderne et d'une humilité rare au Moyen-Orient.

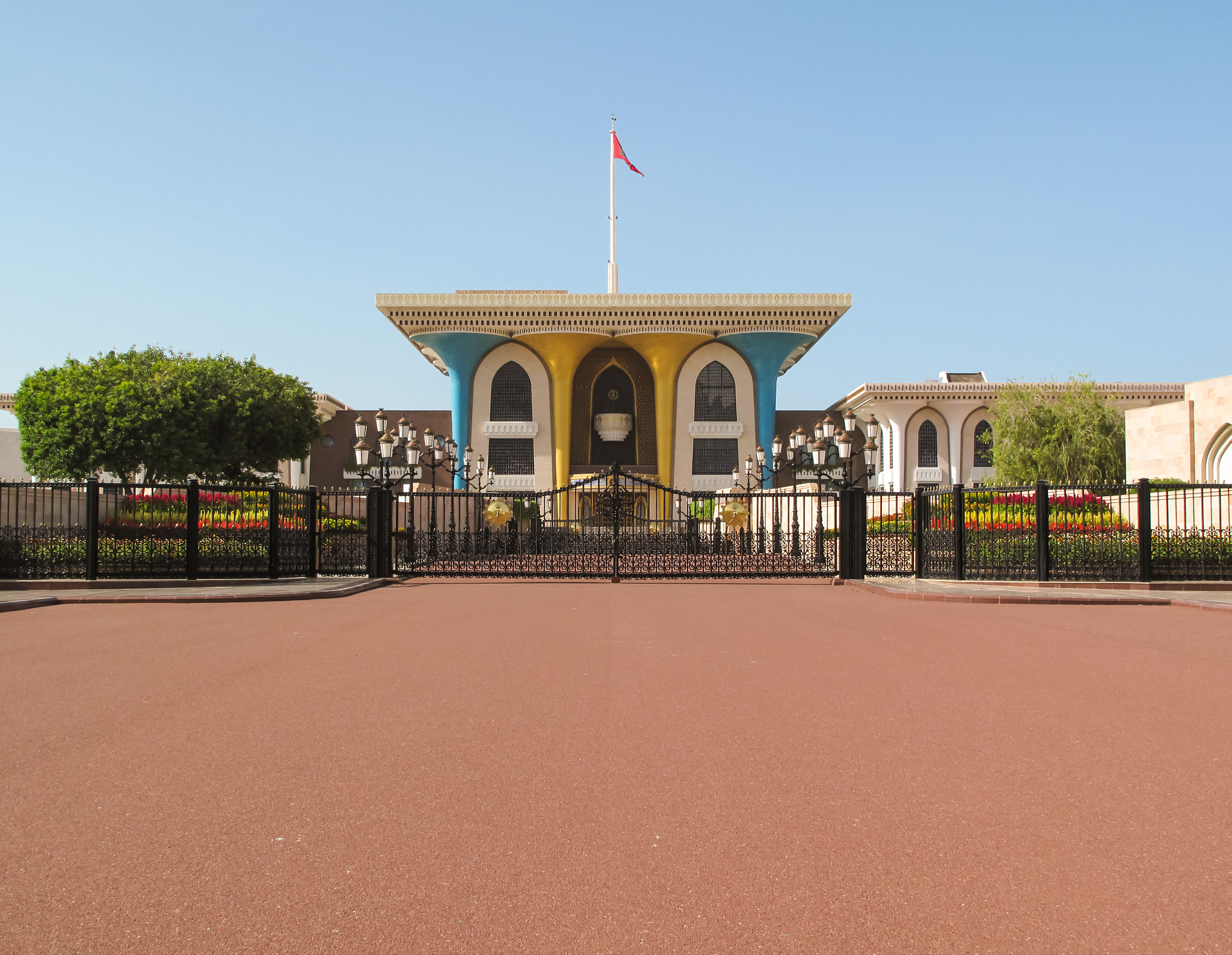
Le palais royal Al Alam, à Mascate.
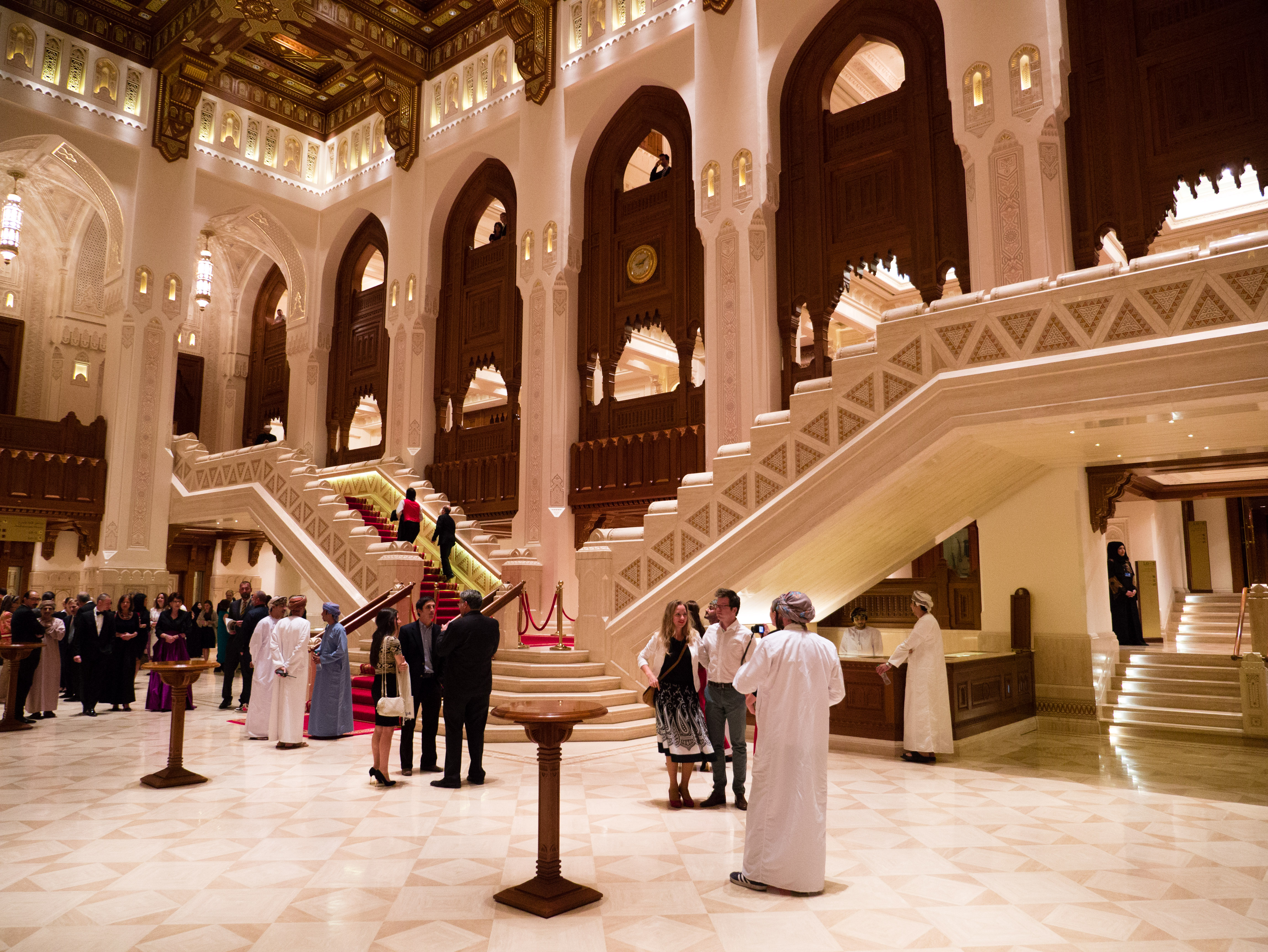
Grand hall de l'opéra royal de Mascate.
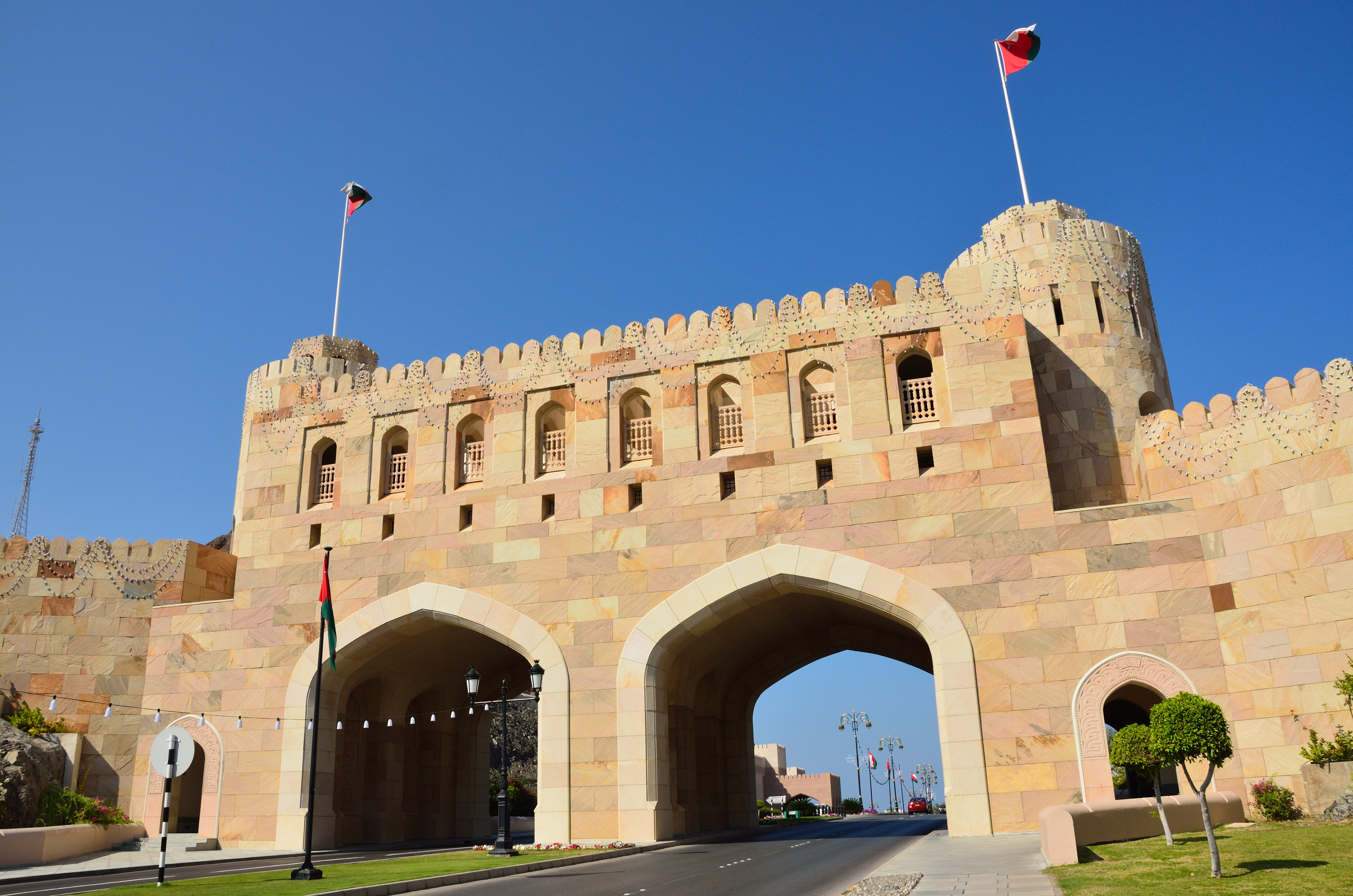
Musée de la porte de Mascate.
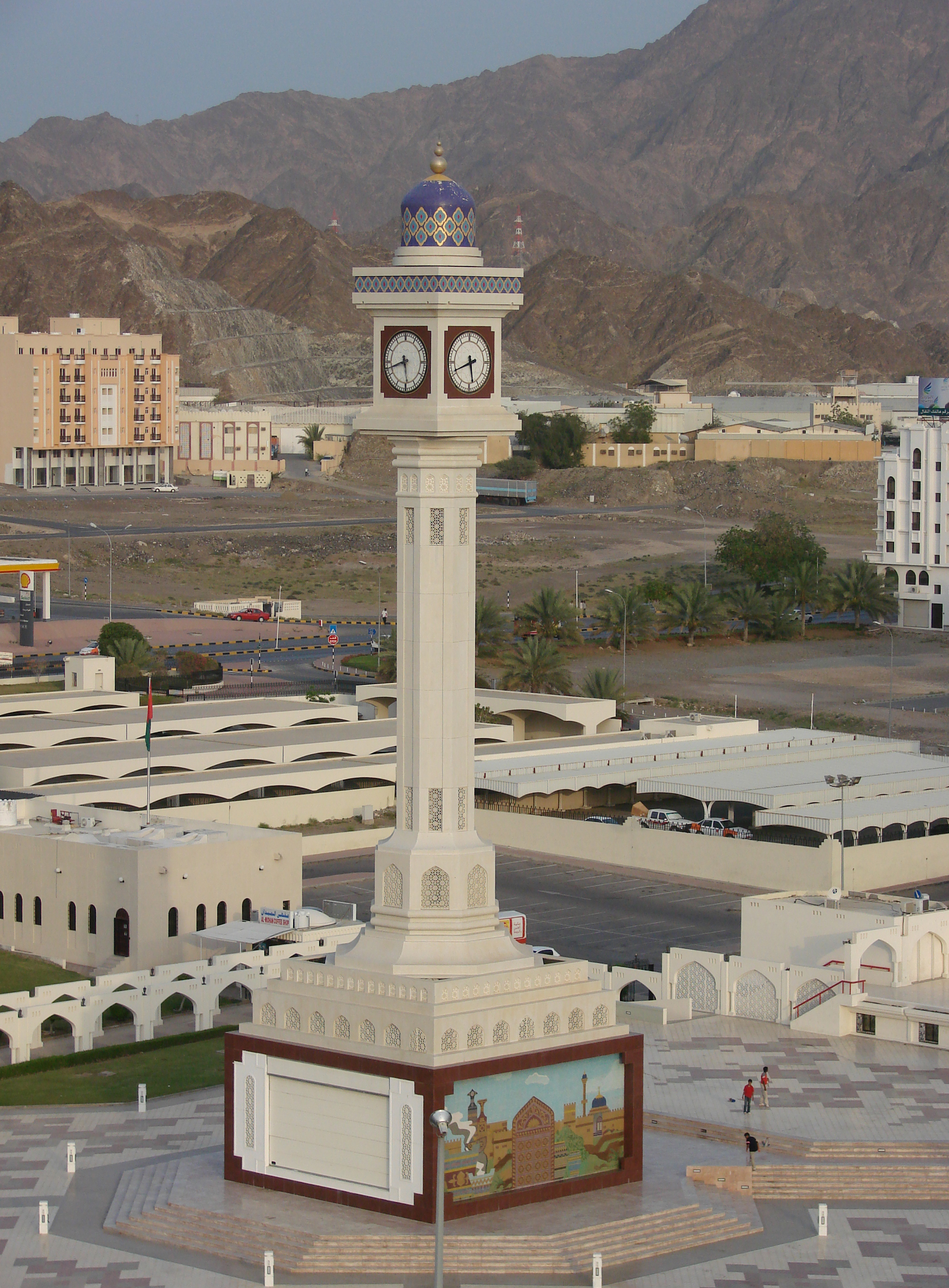
Tour de l'horloge de Mascate.
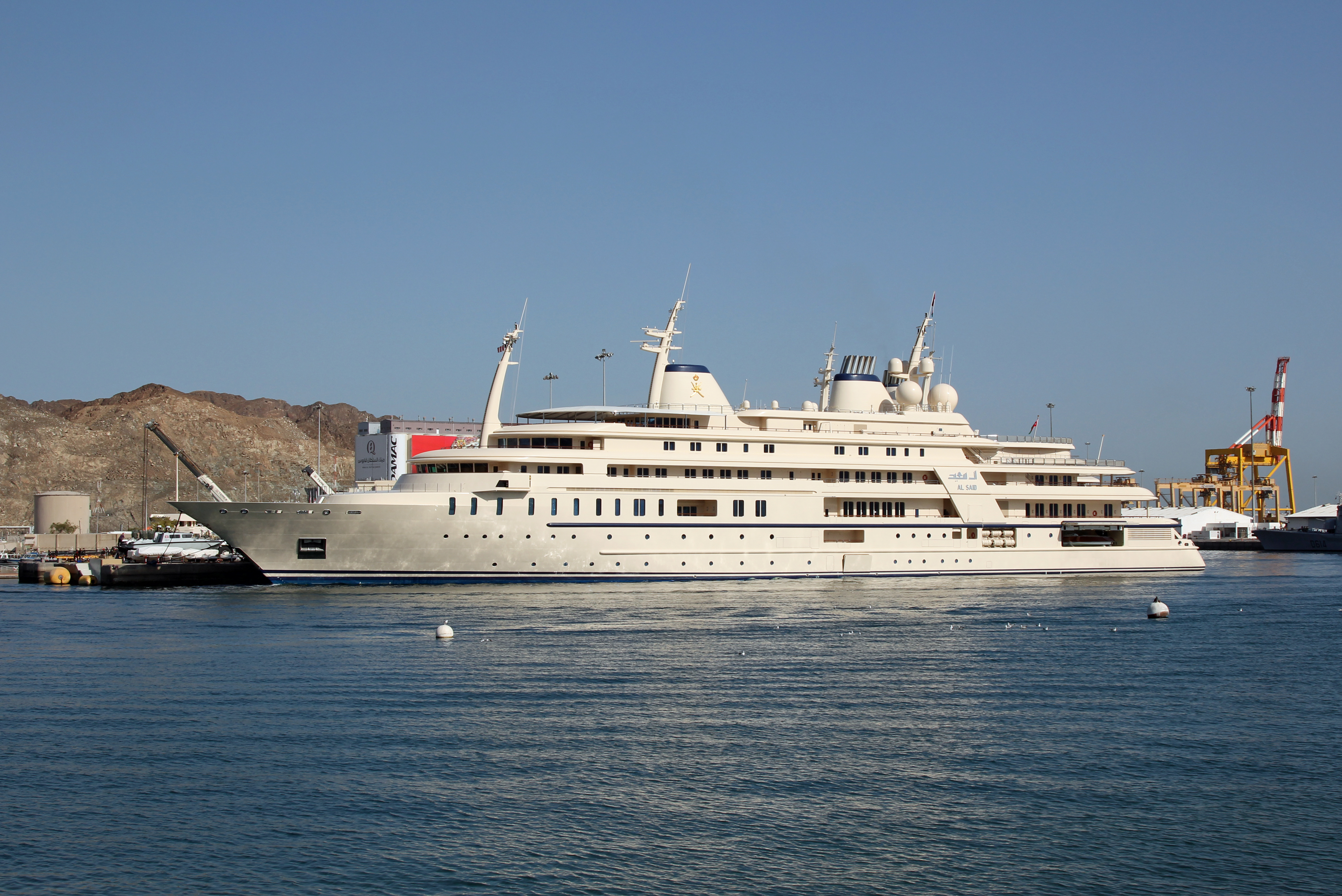
Le yacht Al-Saïd

## Hommages et distinctions

L’armoire royale de la Maison d'Al Saïd.

### Monument
La mosquée Qabus ibn Saïd, du nom du sultan, compte parmi les plus vastes du monde. Achevée en 2001, elle accueille 20 000 fidèles d'obédience ibadiste. Doté de 35 lustres et d'une salle de prière ornée d'un tapis de 4 600 m2, ce sanctuaire est ouvert à la visite des non-musulmans.

### Anniversaire
L'anniversaire du sultan, le 18 novembre, est le jour de la fête nationale d'Oman,.

### Décorations
- Grand-croix de l’ordre du Mérite de la République fédérale d'Allemagne
- Grand collier de l'ordre du roi Abdelaziz (Arabie Saoudite)
- Collier de l'ordre de Badr (Arabie Saoudite)
- Grand-croix de l'ordre de Bonne Espérance (Afrique du Sud)
- Grande Étoile de l’ordre du Mérite (Autriche)
- Collier de l'ordre d'Al-Khalifa (Bahreïn)
- Collier de l'ordre de la couronne de Brunei (en)
- Grand cordon de l'ordre du Nil (Égypte)
- Collier de l'ordre de la Fédération (Émirats arabes unis)
- Collier de l'ordre d'Isabelle la Catholique (Espagne)
- Grand-croix de l'ordre du Mérite civil (Espagne)
- Grand-croix de la Légion d'honneur (France)
- Grand-croix de l'ordre de la Couronne perse (État impérial d'Iran)
- Médaille commémorative de la célébration du 2 500e anniversaire de la fondation de l'empire perse (État impérial d'Iran)
- Chevalier grand-croix au grand cordon de l'ordre du Mérite de la République italienne
- Grand cordon de l'ordre de l'Étoile de la république d'Indonésie (en)
- Grand cordon de l'ordre du Chrysanthème (Japon)
- Collier de l'ordre de Ali ibn Hussein (Jordanie)
- Grand cordon de l'ordre de Moubarak le Grand (en) (Koweït)
- Grade extraordinaire de l'ordre du Mérite du Liban (Liban)
- Grand cordon de l'ordre de la Couronne du Royaume (Malaisie)
- Collier de l'ordre du Trône (Maroc)
- Grand-croix de l'ordre du Ouissam alaouite (Maroc)
- Chevalier grand-croix d'honneur de l'ordre souverain de Malte (OSM)[réf. nécessaire]
- Collier de l'ordre de la république de Pakistan (en) (Pakistan)
- Grand-croix de l'ordre d'Orange-Nassau (Pays-Bas)
- Collier de l'ordre de la Tour et de l'Épée (Portugal)
- Grand cordon de l'ordre de l'Indépendance (Qatar)
- Chevalier commandeur de l'ordre du Bain (Royaume-Uni)
- Grand-croix de l'ordre royal de Victoria (Royaume-Uni)
- Chevalier grand-croix honoraire de l'ordre de Saint-Michel et Saint-Georges (Royaume-Uni)
- Première classe de l'ordre de Darjah Utama Temasek (Singapour)
- Grand cordon dans l'ordre des Omeyyades (Syrie)
- Collier de l'ordre de l'Indépendance (Tunisie)
- Grand cordon de l'ordre de la République (Tunisie)